# Tour de Pologne 2014
La 71e édition du Tour de Pologne s'est déroulée du 3 août 2014 au 9 août 2014. Il s'agit de la 20e épreuve de l'UCI World Tour 2014.

## Étapes
| Étape     | Date   | Villes étapes                        |  | Distance (km) | Vainqueur d’étape   | Leader du classement général |
| --------- | ------ | ------------------------------------ |  | ------------- | ------------------- | ---------------------------- |
| 1re étape | 3 août | Gdańsk - Bydgoszcz                   |  | 226           | Yauheni Hutarovich  | Yauheni Hutarovich           |
| 2e étape  | 4 août | Toruń - Varsovie                     |  | 234           | Petr Vakoč          | Petr Vakoč                   |
| 3e étape  | 5 août | Kielce - Rzeszów                     |  | 180           | Theo Bos            | Petr Vakoč                   |
| 4e étape  | 6 août | Tarnów - Katowice                    |  | 236           | Jonas Van Genechten | Petr Vakoč                   |
| 5e étape  | 7 août | Zakopane - Štrbské Pleso (SVK)       |  | 178           | Rafał Majka         | Petr Vakoč                   |
| 6e étape  | 8 août | Terma Bukovina - Bukowina Tatrzańska |  | 174           | Rafał Majka         | Rafał Majka                  |
| 7e étape  | 9 août | Cracovie - Cracovie                  |  | 25            | Kristof Vandewalle  | Rafał Majka                  |

## Équipes
Le Tour de Pologne fait partie du calendrier UCI World Tour.
| Nom de l'équipe         | Pays        | Code |
| ----------------------- | ----------- | ---- |
| AG2R La Mondiale        | France      | ALM  |
| Astana                  | Kazakhstan  | AST  |
| Belkin                  | Pays-Bas    | BEL  |
| BMC Racing              | États-Unis  | BMC  |
| Cannondale              | Italie      | CAN  |
| Europcar                | France      | EUC  |
| FDJ.fr                  | France      | FDJ  |
| Garmin-Sharp            | États-Unis  | GRS  |
| Giant-Shimano           | Pays-Bas    | GIA  |
| Katusha                 | Russie      | KAT  |
| Lampre-Merida           | Italie      | LAM  |
| Lotto-Belisol           | Belgique    | LTB  |
| Movistar                | Espagne     | MOV  |
| Omega Pharma-Quick Step | Belgique    | OPQ  |
| Orica-GreenEDGE         | Australie   | OGE  |
| Sky                     | Royaume-Uni | SKY  |
| Tinkoff-Saxo            | Russie      | TCS  |
| Trek Factory Racing     | États-Unis  | TFR  |

| Nom de l'équipe             | Pays    | Code |
| --------------------------- | ------- | ---- |
| CCC Polsat Polkowice        | Pologne | CCC  |
| Équipe nationale de Pologne | Pologne | POL  |
| RusVelo                     | Russie  | RVL  |

## Déroulement de la course

### 1reétape

|    | Coureur            | Équipe                  |    | Temps           |
| -- | ------------------ | ----------------------- | -- | --------------- |
| 1  | Yauheni Hutarovich | AG2R La Mondiale        | en | 5 h 47 min 50 s |
| 2  | Roman Maikin       | RusVelo                 | +  | m.t             |
| 3  | Manuele Mori       | Lampre-Merida           |    | m.t             |
| 4  | Guillaume Boivin   | Cannondale              |    | m.t             |
| 5  | Marco Haller       | Katusha                 |    | m.t             |
| 6  | Nikolas Maes       | Omega Pharma-Quick Step |    | m.t             |
| 7  | Boris Vallée       | Lotto-Belisol           |    | m.t             |
| 8  | Sebastian Lander   | BMC Racing              |    | m.t             |
| 9  | Davide Formolo     | Cannondale              |    | m.t             |
| 10 | Enrico Gasparotto  | Astana                  |    | m.t             |

|    | Coureur            | Équipe                  |    | Temps           |
| -- | ------------------ | ----------------------- | -- | --------------- |
| 1  | Yauheni Hutarovich | AG2R La Mondiale        | en | 5 h 47 min 50 s |
| 2  | Roman Maikin       | RusVelo                 | +  | 4 s             |
| 3  | Manuele Mori       | Lampre-Merida           |    | 8 s             |
| 4  | Maciej Paterski    | CCC Polsat Polkowice    |    | 8 s             |
| 5  | Matthias Krizek    | Cannondale              |    | 8 s             |
| 6  | Guillaume Boivin   | Cannondale              |    | 10 s            |
| 7  | Marco Haller       | Katusha                 |    | 10 s            |
| 8  | Nikolas Maes       | Omega Pharma-Quick Step |    | 10 s            |
| 9  | Boris Vallée       | Lotto-Belisol           |    | 10 s            |
| 10 | Sebastian Lander   | BMC Racing              |    | 10 s            |

### 2eétape

|    | Coureur            | Équipe                  |    | Temps           |
| -- | ------------------ | ----------------------- | -- | --------------- |
| 1  | Petr Vakoč         | Omega Pharma-Quick Step | en | 5 h 23 min 54 s |
| 2  | Michael Matthews   | Orica-GreenEDGE         | +  | 21 s            |
| 3  | Boris Vallée       | Lotto-Belisol           |    | 21 s            |
| 4  | Ramon Sinkeldam    | Giant-Shimano           |    | 21 s            |
| 5  | Yauheni Hutarovich | AG2R La Mondiale        |    | 21 s            |
| 6  | Nikolas Maes       | Omega Pharma-Quick Step |    | 21 s            |
| 7  | Marco Haller       | Katusha                 |    | 21 s            |
| 8  | Guillaume Boivin   | Cannondale              |    | 21 s            |
| 9  | Luka Mezgec        | Giant-Shimano           |    | 21 s            |
| 10 | Tyler Farrar       | Garmin-Sharp            |    | 21 s            |

|    | Coureur            | Équipe                  |    | Temps            |
| -- | ------------------ | ----------------------- | -- | ---------------- |
| 1  | Petr Vakoč         | Omega Pharma-Quick Step | en | 11 h 11 min 28 s |
| 2  | Yauheni Hutarovich | AG2R La Mondiale        | +  | 27 s             |
| 3  | Roman Maikin       | RusVelo                 |    | 31 s             |
| 4  | Boris Vallée       | Lotto-Belisol           |    | 33 s             |
| 5  | Manuele Mori       | Lampre-Merida           |    | 33 s             |
| 6  | Maciej Paterski    | CCC Polsat Polkowice    |    | 35 s             |
| 7  | Matthias Krizek    | Cannondale              |    | 35 s             |
| 8  | Nikolas Maes       | Omega Pharma-Quick Step |    | 37 s             |
| 9  | Marco Haller       | Katusha                 |    | 37 s             |
| 10 | Guillaume Boivin   | Cannondale              |    | 37 s             |

### 3eétape

|    | Coureur             | Équipe           |    | Temps           |
| -- | ------------------- | ---------------- | -- | --------------- |
| 1  | Theo Bos            | Belkin           | en | 3 h 39 min 27 s |
| 2  | Luka Mezgec         | Giant-Shimano    | +  | m.t             |
| 3  | Michael Matthews    | Orica-GreenEDGE  |    | m.t             |
| 4  | Sacha Modolo        | Lampre-Merida    |    | m.t             |
| 5  | Thor Hushovd        | BMC Racing       |    | m.t             |
| 6  | Tyler Farrar        | Garmin-Sharp     |    | m.t             |
| 7  | Yauheni Hutarovich  | AG2R La Mondiale |    | m.t             |
| 8  | Jonas Van Genechten | Lotto-Belisol    |    | m.t             |
| 9  | Davide Appollonio   | AG2R La Mondiale |    | m.t             |
| 10 | Roberto Ferrari     | Lampre-Merida    |    | m.t             |

|    | Coureur            | Équipe                  |    | Temps            |
| -- | ------------------ | ----------------------- | -- | ---------------- |
| 1  | Petr Vakoč         | Omega Pharma-Quick Step | en | 14 h 50 min 55 s |
| 2  | Yauheni Hutarovich | AG2R La Mondiale        | +  | 27 s             |
| 3  | Theo Bos           | Belkin                  |    | 27 s             |
| 4  | Roman Maikin       | RusVelo                 |    | 31 s             |
| 5  | Luka Mezgec        | Giant-Shimano           |    | 31 s             |
| 6  | Boris Vallée       | Lotto-Belisol           |    | 33 s             |
| 7  | Manuele Mori       | Lampre-Merida           |    | 33 s             |
| 8  | Maciej Paterski    | CCC Polsat Polkowice    |    | 35 s             |
| 9  | Matthias Krizek    | Cannondale              |    | 35 s             |
| 10 | Grzegorz Stępniak  | CCC Polsat Polkowice    |    | 37 s             |

### 4eétape

|    | Coureur             | Équipe                  |    | Temps           |
| -- | ------------------- | ----------------------- | -- | --------------- |
| 1  | Jonas Van Genechten | Lotto-Belisol           | en | 5 h 43 min 29 s |
| 2  | Jacopo Guarnieri    | Astana                  | +  | m.t             |
| 3  | Luka Mezgec         | Giant-Shimano           |    | m.t             |
| 4  | Sacha Modolo        | Lampre-Merida           |    | m.t             |
| 5  | Yauheni Hutarovich  | AG2R La Mondiale        |    | m.t             |
| 6  | Davide Appollonio   | AG2R La Mondiale        |    | m.t             |
| 7  | Raymond Kreder      | Garmin-Sharp            |    | m.t             |
| 8  | Nikias Arndt        | Giant-Shimano           |    | m.t             |
| 9  | Nikolas Maes        | Omega Pharma-Quick Step |    | m.t             |
| 10 | Steele Von Hoff     | Garmin-Sharp            |    | m.t             |

|    | Coureur             | Équipe                  |    | Temps            |
| -- | ------------------- | ----------------------- | -- | ---------------- |
| 1  | Petr Vakoč          | Omega Pharma-Quick Step | en | 20 h 34 min 24 s |
| 2  | Matthias Krizek     | Cannondale              | +  | 26 s             |
| 3  | Yauheni Hutarovich  | AG2R La Mondiale        |    | 27 s             |
| 4  | Theo Bos            | Belkin                  |    | 27 s             |
| 5  | Luka Mezgec         | Giant-Shimano           |    | 27 s             |
| 6  | Jonas Van Genechten | Lotto-Belisol           |    | 27 s             |
| 7  | Roman Maikin        | RusVelo                 |    | 31 s             |
| 8  | Boris Vallée        | Lotto-Belisol           |    | 33 s             |
| 9  | Manuele Mori        | Lampre-Merida           |    | 33 s             |
| 10 | Maciej Paterski     | CCC Polsat Polkowice    |    | 35 s             |

### 5eétape

|    | Coureur              | Équipe                  |    | Temps           |
| -- | -------------------- | ----------------------- | -- | --------------- |
| 1  | Rafał Majka          | Tinkoff-Saxo            | en | 4 h 30 min 38 s |
| 2  | Beñat Intxausti      | Movistar                | +  | m.t.            |
| 3  | Ion Izagirre         | Movistar                |    | m.t.            |
| 4  | Gianluca Brambilla   | Omega Pharma-Quick Step |    | m.t.            |
| 5  | Warren Barguil       | Giant-Shimano           |    | m.t.            |
| 6  | Samuel Sánchez       | BMC Racing              |    | m.t.            |
| 7  | Davide Formolo       | Cannondale              |    | m.t.            |
| 8  | Lars Petter Nordhaug | Belkin                  |    | m.t.            |
| 9  | Andrey Amador        | Movistar                |    | m.t.            |
| 10 | Przemysław Niemiec   | Lampre-Merida           |    | m.t.            |

|    | Coureur          | Équipe                  |    | Temps           |
| -- | ---------------- | ----------------------- | -- | --------------- |
| 1  | Petr Vakoč       | Omega Pharma-Quick Step | en | 25 h 5 min 28 s |
| 2  | Rafał Majka      | Tinkoff-Saxo            | +  | 1 s             |
| 3  | Beñat Intxausti  | Movistar                |    | 5 s             |
| 4  | Ion Izagirre     | Movistar                |    | 7 s             |
| 5  | Davide Formolo   | Cannondale              |    | 11 s            |
| 6  | Giampaolo Caruso | Katusha                 |    | 11 s            |
| 7  | Marek Rutkiewicz | CCC Polsat Polkowice    |    | 11 s            |
| 8  | Peter Velits     | BMC Racing              |    | 11 s            |
| 9  | Andrey Amador    | Movistar                |    | 11 s            |
| 10 | Robert Gesink    | Belkin                  |    | 11 s            |

### 6eétape

|    | Coureur            | Équipe                  |    | Temps           |
| -- | ------------------ | ----------------------- | -- | --------------- |
| 1  | Rafał Majka        | Tinkoff-Saxo            | en | 4 h 41 min 00 s |
| 2  | Beñat Intxausti    | Movistar                | +  | 10 s            |
| 3  | Ion Izagirre       | Movistar                |    | 10 s            |
| 4  | Christophe Riblon  | AG2R La Mondiale        |    | 19 s            |
| 5  | Przemysław Niemiec | Lampre-Merida           |    | 20 s            |
| 6  | Wout Poels         | Omega Pharma-Quick Step |    | 20 s            |
| 7  | Warren Barguil     | Giant-Shimano           |    | 20 s            |
| 8  | Robert Gesink      | Belkin                  |    | 20 s            |
| 9  | Giampaolo Caruso   | Katusha                 |    | 20 s            |
| 10 | Gianluca Brambilla | Omega Pharma-Quick Step |    | 26 s            |

|    | Coureur            | Équipe                  |    | Temps            |
| -- | ------------------ | ----------------------- | -- | ---------------- |
| 1  | Rafał Majka        | Tinkoff-Saxo            | en | 29 h 46 min 17 s |
| 2  | Beñat Intxausti    | Movistar                | +  | 18 s             |
| 3  | Ion Izagirre       | Movistar                |    | 22 s             |
| 4  | Christophe Riblon  | AG2R La Mondiale        |    | 39 s             |
| 5  | Giampaolo Caruso   | Katusha                 |    | 40 s             |
| 6  | Robert Gesink      | Belkin                  |    | 40 s             |
| 7  | Warren Barguil     | Giant-Shimano           |    | 40 s             |
| 8  | Przemysław Niemiec | Lampre-Merida           |    | 40 s             |
| 9  | Gianluca Brambilla | Omega Pharma-Quick Step |    | 46 s             |
| 10 | Marek Rutkiewicz   | CCC Polsat Polkowice    |    | 47 s             |

### 7eétape

|    | Coureur            | Équipe              |    | Temps       |
| -- | ------------------ | ------------------- | -- | ----------- |
| 1  | Kristof Vandewalle | Trek Factory Racing | en | 29 min 18 s |
| 2  | Adriano Malori     | Movistar            | +  | 3 s         |
| 3  | Steve Cummings     | BMC Racing          |    | 10 s        |
| 4  | Steve Morabito     | BMC Racing          |    | 20 s        |
| 5  | Gorka Izagirre     | Movistar            |    | 22 s        |
| 6  | Dario Cataldo      | Sky                 |    | 28 s        |
| 7  | Ion Izagirre       | Movistar            |    | 29 s        |
| 8  | Bob Jungels        | Trek Factory Racing |    | 34 s        |
| 9  | Christophe Riblon  | AG2R La Mondiale    |    | 38 s        |
| 10 | Michael Matthews   | Orica-GreenEDGE     |    | 38 s        |

|    | Coureur            | Équipe                  |    | Temps            |
| -- | ------------------ | ----------------------- | -- | ---------------- |
| 1  | Rafał Majka        | Tinkoff-Saxo            | en | 30 h 16 min 18 s |
| 2  | Ion Izagirre       | Movistar                | +  | 8 s              |
| 3  | Beñat Intxausti    | Movistar                |    | 22 s             |
| 4  | Christophe Riblon  | AG2R La Mondiale        |    | 34 s             |
| 5  | Przemysław Niemiec | Lampre-Merida           |    | 1 min 20 s       |
| 6  | Andrey Amador      | Movistar                |    | 1 min 21 s       |
| 7  | Philip Deignan     | Sky                     |    | 1 min 24 s       |
| 8  | Robert Gesink      | Belkin                  |    | 1 min 41 s       |
| 9  | Dominik Nerz       | BMC Racing              |    | 1 min 42 s       |
| 10 | Petr Vakoč         | Omega Pharma-Quick Step |    | 1 min 49 s       |

## Classements finals

### Classement général
|    | Cycliste           | Pays               | Équipe                  |    | Temps           |
| -- | ------------------ | ------------------ | ----------------------- | -- | --------------- |
| 1  | Rafał Majka        | Pologne            | Tinkoff-Saxo            | en | 30h 16 min 18 s |
| 2  | Ion Izagirre       | Espagne            | Movistar                | +  | 8 s             |
| 3  | Beñat Intxausti    | Espagne            | Movistar                |    | 22 s            |
| 4  | Christophe Riblon  | France             | AG2R La Mondiale        |    | 34 s            |
| 5  | Przemysław Niemiec | Pologne            | Lampre-Merida           |    | 1 min 20 s      |
| 6  | Andrey Amador      | Costa Rica         | Movistar                |    | 1 min 21 s      |
| 7  | Philip Deignan     | Irlande            | Sky                     |    | 1 min 24 s      |
| 8  | Robert Gesink      | Pays-Bas           | Belkin                  |    | 1 min 41 s      |
| 9  | Dominik Nerz       | Allemagne          | BMC Racing              |    | 1 min 42 s      |
| 10 | Petr Vakoč         | République tchèque | Omega Pharma-Quick Step |    | 1 min 49 s      |

### Classements annexes
|   | Cycliste           | Équipe           | Points |
| - | ------------------ | ---------------- | ------ |
| 1 | Yauheni Hutarovich | AG2R La Mondiale | 66     |
| 2 | Michael Matthews   | Orica-GreenEDGE  | 58     |
| 3 | Ion Izagirre       | Movistar         | 50     |

|   | Cycliste        | Équipe                  | Points |
| - | --------------- | ----------------------- | ------ |
| 1 | Matthias Krizek | Cannondale              | 11     |
| 2 | Petr Vakoč      | Omega Pharma-Quick Step | 6      |
| 3 | Paweł Bernas    | Selection de Pologne    | 6      |

|   | Cycliste             | Équipe               | Points |
| - | -------------------- | -------------------- | ------ |
| 1 | Maciej Paterski      | CCC Polsat Polkowice | 81     |
| 2 | Sergueï Lagoutine    | RusVelo              | 24     |
| 3 | Lars Petter Nordhaug | Belkin               | 20     |

|   | Équipe                  | Pays       |    | Temps            |
| - | ----------------------- | ---------- | -- | ---------------- |
| 1 | Movistar                | Espagne    | en | 90 h 49 min 47 s |
| 2 | Omega Pharma-Quick Step | Belgique   | +  | 3 min 56 s       |
| 3 | BMC Racing              | États-Unis |    | 5 min 46 s       |

### UCI World Tour
Ce Tour de Pologne attribue des points pour l'UCI World Tour 2014, seulement aux coureurs des équipes ayant un label ProTeam.
| Position           | 1er | 2e | 3e | 4e | 5e | 6e | 7e | 8e | 9e | 10e |
| Classement général | 100 | 80 | 70 | 60 | 50 | 40 | 30 | 20 | 10 | 4   |
| Par étape          | 6   | 4  | 2  | 1  | 1  |    |    |    |    |     |

| # | Coureur            | Équipe                  | Points |
| - | ------------------ | ----------------------- | ------ |
| 1 | Rafał Majka        | Tinkoff-Saxo            | 112    |
| 2 | Ion Izagirre       | Movistar                | 84     |
| 3 | Beñat Intxausti    | Movistar                | 78     |
| 4 | Christophe Riblon  | AG2R La Mondiale        | 61     |
| 5 | Przemysław Niemiec | Lampre-Merida           | 51     |
| 6 | Andrey Amador      | Movistar                | 40     |
| 7 | Philip Deignan     | Sky                     | 30     |
| 8 | Robert Gesink      | Belkin                  | 20     |
| 9 | Dominik Nerz       | BMC Racing              | 10     |
| 9 | Petr Vakoč         | Omega Pharma-Quick Step | 10     |

| Suite du classement (11-23) | Suite du classement (11-23) | Suite du classement (11-23) | Suite du classement (11-23) |
| --------------------------- | --------------------------- | --------------------------- | --------------------------- |
| #                           | Coureur                     | Équipe                      | Points                      |
| 11                          | Yauheni Hutarovich          | AG2R La Mondiale            | 8                           |
| 12                          |                             |                             |                             |
| Michael Matthews            | Orica-GreenEDGE             | 6                           |                             |
| Theo Bos                    | Belkin                      | 6                           |                             |
| Luka Mezgec                 | Giant-Shimano               | 6                           |                             |
| Jonas Van Genechten         | Lotto-Belisol               | 6                           |                             |
| Kristof Vandewalle          | Trek Factory Racing         | 6                           |                             |
| 17                          | Jacopo Guarnieri            | Astana                      | 4                           |
| 17                          | Adriano Malori              | Movistar                    | 4                           |
| 19                          | Manuele Mori                | Lampre-Merida               | 2                           |
| 19                          | Boris Vallée                | Lotto-Belisol               | 2                           |
| 19                          | Sacha Modolo                | Lampre-Merida               | 2                           |
| 19                          | Steve Cummings              | BMC Racing                  | 2                           |
| 23                          | Marco Haller                | Katusha                     | 1                           |
| 23                          | Guillaume Boivin            | Cannondale                  | 1                           |
| 23                          | Ramon Sinkeldam             | Giant-Shimano               | 1                           |
| 23                          | Thor Hushovd                | BMC Racing                  | 1                           |
| 23                          | Gianluca Brambilla          | Omega Pharma-Quick Step     | 1                           |
| 23                          | Warren Barguil              | Giant-Shimano               | 1                           |
| 23                          | Steve Morabito              | BMC Racing                  | 1                           |
| 23                          | Gorka Izagirre              | Movistar                    | 1                           |

## Évolution des classements
| Étape              | Vainqueur           | Classement général | Classement par points | Classement des sprints | Classement de la montagne | Classement par équipes  |
| ------------------ | ------------------- | ------------------ | --------------------- | ---------------------- | ------------------------- | ----------------------- |
| 1                  | Yauheni Hutarovich  | Yauheni Hutarovich | Yauheni Hutarovich    | Jimmy Engoulvent       | Maciej Paterski           | Omega Pharma-Quick Step |
| 2                  | Petr Vakoč          | Petr Vakoč         | Yauheni Hutarovich    | Petr Vakoč             | Maciej Paterski           | Omega Pharma-Quick Step |
| 3                  | Theo Bos            | Petr Vakoč         | Yauheni Hutarovich    | Petr Vakoč             | Maciej Paterski           | Omega Pharma-Quick Step |
| 4                  | Jonas Van Genechten | Petr Vakoč         | Yauheni Hutarovich    | Matthias Krizek        | Mateusz Taciak            | Omega Pharma-Quick Step |
| 5                  | Rafał Majka         | Petr Vakoč         | Yauheni Hutarovich    | Matthias Krizek        | Maciej Paterski           | Movistar                |
| 6                  | Rafał Majka         | Rafał Majka        | Yauheni Hutarovich    | Matthias Krizek        | Maciej Paterski           | Movistar                |
| 7                  | Kristof Vandewalle  | Rafał Majka        | Yauheni Hutarovich    | Matthias Krizek        | Maciej Paterski           | Movistar                |
| Classements finals | Classements finals  | Rafał Majka        | Yauheni Hutarovich    | Matthias Krizek        | Maciej Paterski           | Movistar                |

## Liste des participants
- Liste de départ complète

| Légende | Légende                                                                                         | Légende                                                                 | Légende                                                                                                  |
| ------- | ----------------------------------------------------------------------------------------------- | ----------------------------------------------------------------------- | --- |
| Num     | Dossard de départ porté par le coureur sur ce Tour de Pologne                                   | Pos                                                                     | Position finale au classement général                                                                    |
|         | Indique le vainqueur du classement général                                                      |                                                                         | Indique le vainqueur du classement par points                                                            |
|         | Indique le vainqueur du classement des sprints intermédiaires                                   |                                                                         | Indique le vainqueur du classement de la montagne                                                        |
|         | Indique un maillot de champion national ou mondial, suivi de sa spécialité                      | NP                                                                      | Indique un coureur qui n'a pas pris le départ d'une étape, suivi du numéro de l'étape où il s'est retiré |
| AB      | Indique un coureur qui n'a pas terminé une étape, suivi du numéro de l'étape où il s'est retiré | HD                                                                      | Indique un coureur qui a terminé une étape hors des délais, suivi du numéro de l'étape                   |
| EX      | Coureur exclu pour non-respect du règlement, suivi du numéro de l'étape                         | Coureur exclu pour non-respect du règlement, suivi du numéro de l'étape | Coureur exclu pour non-respect du règlement, suivi du numéro de l'étape                                  |

| Orica-GreenEDGE OGE | Orica-GreenEDGE OGE    | Orica-GreenEDGE OGE |
| ------------------- | ---------------------- | ------------------- |
| Num                 | Coureur                | Pos                 |
| 1                   | Pieter Weening (NED)   | 35e                 |
| 2                   | Mitchell Docker (AUS)  | AB-6                |
| 3                   | Brett Lancaster (AUS)  | AB-6                |
| 4                   | Michael Matthews (AUS) | 69e                 |
| 5                   | Ivan Santaromita (ITA) | 50e                 |
| 6                   | Cameron Meyer (AUS)    | 113e                |
| 7                   | Sam Bewley (NZL)       | 82e                 |
| 8                   | Christian Meier (CAN)  | NP-7                |

| Omega Pharma-Quick Step OPQ | Omega Pharma-Quick Step OPQ | Omega Pharma-Quick Step OPQ |
| --------------------------- | --------------------------- | --------------------------- |
| Num                         | Coureur                     | Pos                         |
| 11                          | Gianluca Brambilla (ITA)    | 13e                         |
| 12                          | Thomas De Gendt (BEL)       | 66e                         |
| 13                          | Kevin De Weert (BEL)        | 58e                         |
| 14                          | Nikolas Maes (BEL)          | 122e                        |
| 15                          | Wout Poels (NED)            | 15e                         |
| 16                          | Petr Vakoč (CZE)            | 10e                         |
| 15                          | Martin Velits (SVK)         | 96e                         |
| 18                          | Serge Pauwels (BEL)         | 74e                         |

| Tinkoff-Saxo TCS | Tinkoff-Saxo TCS               | Tinkoff-Saxo TCS |
| ---------------- | ------------------------------ | ---------------- |
| Num              | Coureur                        | Pos              |
| 21               | Rafał Majka (POL)              | 1er              |
| 22               | Jesús Hernández Blázquez (ESP) | AB-6             |
| 23               | Evgueni Petrov (RUS)           | NP-7             |
| 24               | Nicki Sørensen (DEN)           | 78e              |
| 25               | Oliver Zaugg (SUI)             | 31e              |
| 26               | Paweł Poljański (POL)          | 42e              |
| 27               | Bruno Pires (POR)              | 67e              |
| 28               | Rory Sutherland (AUS)          | NP-7             |

| Sky SKY | Sky SKY                         | Sky SKY |
| ------- | ------------------------------- | ------- |
| Num     | Coureur                         | Pos     |
| 31      | Edvald Boasson Hagen (NOR)      | 61e     |
| 32      | Philip Deignan (IRL)            | 7e      |
| 33      | Dario Cataldo (ITA)             | 37e     |
| 34      | Ben Swift (GBR)                 | NP-5    |
| 35      | Joshua Edmondson (GBR)          | 110e    |
| 36      | Sebastián Henao (COL)           | 46e     |
| 37      | Salvatore Puccio (ITA)          | NP-7    |
| 38      | Kanstantsin Siutsou (BLR) (Clm) | 62e     |

| Astana AST | Astana AST              | Astana AST |
| ---------- | ----------------------- | ---------- |
| Num        | Coureur                 | Pos        |
| 41         | Fabio Aru (ITA)         | 64e        |
| 42         | Janez Brajkovič (SLO)   | AB-1       |
| 43         | Enrico Gasparotto (ITA) | 41e        |
| 44         | Francesco Gavazzi (ITA) | 75e        |
| 45         | Jacopo Guarnieri (ITA)  | 120e       |
| 46         | Arman Kamyshev (KAZ)    | AB-6       |
| 47         | Paolo Tiralongo (ITA)   | AB-5       |
| 48         | Andrey Zeits (KAZ)      | 77e        |

| Garmin-Sharp GRS | Garmin-Sharp GRS          | Garmin-Sharp GRS |
| ---------------- | ------------------------- | ---------------- |
| Num              | Coureur                   | Pos              |
| 51               | Nathan Brown (USA)        | 97e              |
| 52               | Caleb Fairly (USA)        | 87e              |
| 53               | Tyler Farrar (USA)        | AB-6             |
| 54               | Koldo Fernández (ESP)     | 100e             |
| 55               | Ryder Hesjedal (CAN)      | 17e              |
| 56               | Lasse Norman Hansen (DEN) | 108e             |
| 57               | Raymond Kreder (NED)      | 116e             |
| 58               | Steele Von Hoff (AUS)     | 121e             |

| Lampre-Merida LAM | Lampre-Merida LAM        | Lampre-Merida LAM |
| ----------------- | ------------------------ | ----------------- |
| Num               | Coureur                  | Pos               |
| 61                | Przemysław Niemiec (POL) | 5e                |
| 62                | Niccolò Bonifazio (ITA)  | AB-1              |
| 63                | Matteo Bono (ITA)        | 107e              |
| 64                | Mattia Cattaneo (ITA)    | 23e               |
| 65                | Damiano Cunego (ITA)     | NP-6              |
| 66                | Roberto Ferrari (ITA)    | 118e              |
| 67                | Manuele Mori (ITA)       | NP-7              |
| 68                | Sacha Modolo (ITA)       | AB-6              |

| BMC Racing BMC | BMC Racing BMC           | BMC Racing BMC |
| -------------- | ------------------------ | -------------- |
| Num            | Coureur                  | Pos            |
| 71             | Steve Cummings (GBR)     | 68e            |
| 72             | Thor Hushovd (NOR)       | AB-6           |
| 73             | Sebastian Lander (DEN)   | AB-6           |
| 74             | Steve Morabito (SUI)     | 34e            |
| 75             | Dominik Nerz (GER)       | 9e             |
| 76             | Samuel Sánchez (ESP)     | 12e            |
| 77             | Peter Velits (SVK) (Clm) | 24e            |
| 78             | Lawrence Warbasse (USA)  | 28e            |

| Trek Factory Racing TFR | Trek Factory Racing TFR        | Trek Factory Racing TFR |
| ----------------------- | ------------------------------ | ----------------------- |
| Num                     | Coureur                        | Pos                     |
| 81                      | Julián Arredondo (COL)         | 76e                     |
| 82                      | Fumiyuki Beppu (JPN) (Clm)     | AB-6                    |
| 83                      | Fabio Felline (ITA)            | 51e                     |
| 84                      | Bob Jungels (LUX)              | 70e                     |
| 85                      | Robert Kišerlovski (CRO)       | NP-1                    |
| 86                      | Yaroslav Popovych (UKR)        | 98e                     |
| 87                      | Fabio Silvestre (POR)          | AB-6                    |
| 88                      | Kristof Vandewalle (BEL) (Clm) | 53e                     |

| Cannondale CAN | Cannondale CAN           | Cannondale CAN |
| -------------- | ------------------------ | -------------- |
| Num            | Coureur                  | Pos            |
| 91             | Guillaume Boivin (CAN)   | 84e            |
| 92             | Damiano Caruso (ITA)     | 59e            |
| 93             | Davide Formolo (ITA)     | 16e            |
| 94             | Oscar Gatto (ITA)        | AB-6           |
| 95             | Matthias Krizek (AUT)    | 86e            |
| 96             | Moreno Moser (ITA)       | 73e            |
| 97             | Cayetano Sarmiento (COL) | 49e            |
| 98             | Davide Villella (ITA)    | 43e            |

| Katusha KAT | Katusha KAT                | Katusha KAT |
| ----------- | -------------------------- | ----------- |
| Num         | Coureur                    | Pos         |
| 101         | Maxim Belkov (RUS)         | 119e        |
| 102         | Giampaolo Caruso (ITA)     | 18e         |
| 103         | Sergey Chernetskiy (RUS)   | 52e         |
| 104         | Marco Haller (AUT)         | 114e        |
| 105         | Petr Ignatenko (RUS)       | 95e         |
| 106         | Alexander Rybakov (RUS)    | 117e        |
| 107         | Eduard Vorganov (RUS)      | 47e         |
| 108         | Anton Vorobyev (RUS) (Clm) | 115e        |

| Belkin BEL | Belkin BEL                 | Belkin BEL |
| ---------- | -------------------------- | ---------- |
| Num        | Coureur                    | Pos        |
| 111        | Jack Bobridge (AUS)        | 131e       |
| 112        | Theo Bos (NED)             | NP-6       |
| 113        | Barry Markus (NED)         | NP-5       |
| 114        | Rick Flens (NED)           | 127e       |
| 115        | Robert Gesink (NED)        | 8e         |
| 116        | Paul Martens (GER)         | 65e        |
| 117        | Lars Petter Nordhaug (NOR) | 44e        |
| 118        | David Tanner (AUS)         | NP-7       |

| Movistar MOV | Movistar MOV               | Movistar MOV |
| ------------ | -------------------------- | ------------ |
| Num          | Coureur                    | Pos          |
| 121          | Andrey Amador (CRC)        | 6e           |
| 122          | Eros Capecchi (ITA)        | 55e          |
| 123          | Beñat Intxausti (ESP)      | 3e           |
| 124          | Gorka Izagirre (ESP)       | 29e          |
| 125          | Ion Izagirre (ESP) (Route) | 2e           |
| 126          | Juan José Lobato (ESP)     | AB-6         |
| 127          | Adriano Malori (ITA) (Clm) | 72e          |
| 128          | Sylwester Szmyd (POL)      | 45e          |

| Giant-Shimano GIA | Giant-Shimano GIA         | Giant-Shimano GIA |
| ----------------- | ------------------------- | ----------------- |
| Num               | Coureur                   | Pos               |
| 131               | Nikias Arndt (GER)        | 80e               |
| 132               | Warren Barguil (FRA)      | 14e               |
| 133               | Johannes Fröhlinger (GER) | 56e               |
| 134               | Thierry Hupond (FRA)      | 130e              |
| 135               | Tobias Ludvigsson (SWE)   | 38e               |
| 136               | Luka Mezgec (SLO)         | NP-5              |
| 137               | Georg Preidler (AUT)      | 25e               |
| 138               | Ramon Sinkeldam (NED)     | 104e              |

| Lotto-Belisol LTB | Lotto-Belisol LTB         | Lotto-Belisol LTB |
| ----------------- | ------------------------- | ----------------- |
| Num               | Coureur                   | Pos               |
| 141               | Sander Armée (BEL)        | AB-1              |
| 142               | Vegard Breen (DEN)        | 71e               |
| 143               | Bart De Clercq (BEL)      | 36e               |
| 144               | Kenny Dehaes (BEL)        | 129e              |
| 145               | Pim Ligthart (NED)        | 30e               |
| 146               | Maxime Monfort (BEL)      | 22e               |
| 147               | Boris Vallée (BEL)        | 93e               |
| 148               | Jonas Van Genechten (BEL) | 128e              |

| AG2R La Mondiale ALM | AG2R La Mondiale ALM             | AG2R La Mondiale ALM |
| -------------------- | -------------------------------- | -------------------- |
| Num                  | Coureur                          | Pos                  |
| 151                  | Davide Appollonio (ITA)          | 126e                 |
| 152                  | Gediminas Bagdonas (LTU)         | AB-6                 |
| 153                  | Hugo Houle (CAN)                 | 79e                  |
| 154                  | Guillaume Bonnafond (FRA)        | 88e                  |
| 155                  | Maxime Bouet (FRA)               | 20e                  |
| 156                  | Yauheni Hutarovich (BLR) (Route) | 112e                 |
| 157                  | Christophe Riblon (FRA)          | 4e                   |
| 158                  | Alexis Vuillermoz (FRA)          | 26e                  |

| FDJ.fr FDJ | FDJ.fr FDJ                     | FDJ.fr FDJ |
| ---------- | ------------------------------ | ---------- |
| Num        | Coureur                        | Pos        |
| 161        | Sébastien Chavanel (FRA)       | 124e       |
| 162        | Murilo Fischer (BRA)           | 92e        |
| 163        | Alexandre Geniez (FRA)         | AB-6       |
| 164        | Johan Le Bon (FRA)             | 63e        |
| 165        | Pierre-Henri Lecuisinier (FRA) | 101e       |
| 166        | Laurent Mangel (FRA)           | 109e       |
| 167        | David Boucher (FRA)            | NP-5       |
| 168        | Jussi Veikkanen (FIN) (Route)  | AB-5       |

| Europcar EUC | Europcar EUC              | Europcar EUC |
| ------------ | ------------------------- | ------------ |
| Num          | Coureur                   | Pos          |
| 171          | Giovanni Bernaudeau (FRA) | 90e          |
| 172          | Jérôme Cousin (FRA)       | 81e          |
| 173          | Jimmy Engoulvent (FRA)    | 89e          |
| 174          | Christophe Kern (FRA)     | 27e          |
| 175          | Davide Malacarne (ITA)    | 99e          |
| 176          | Maxime Méderel (FRA)      | 54e          |
| 177          | Björn Thurau (GER)        | AB-6         |
| 178          | Angélo Tulik (FRA)        | 83e          |

| Équipe nationale de Pologne POL | Équipe nationale de Pologne POL | Équipe nationale de Pologne POL |
| ------------------------------- | ------------------------------- | ------------------------------- |
| Num                             | Coureur                         | Pos                             |
| 181                             | Kamil Gradek (POL)              | 103e                            |
| 182                             | Paweł Bernas (POL)              | 106e                            |
| 183                             | Kamil Zieliński (POL)           | 48e                             |
| 184                             | Paweł Franczak (POL)            | 105e                            |
| 185                             | Przemysław Kasperkiewicz (POL)  | 125e                            |
| 186                             | Paweł Cieślik (POL)             | 32e                             |
| 187                             | Konrad Dąbkowski (POL)          | AB-6                            |
| 188                             | Bartosz Warchoł (POL)           | 91e                             |

| CCC Polsat Polkowice CCC | CCC Polsat Polkowice CCC          | CCC Polsat Polkowice CCC |
| ------------------------ | --------------------------------- | ------------------------ |
| Num                      | Coureur                           | Pos                      |
| 191                      | Bartłomiej Matysiak (POL) (Route) | AB-6                     |
| 192                      | Davide Rebellin (ITA)             | 19e                      |
| 193                      | Branislau Samoilau (BLR)          | 39e                      |
| 194                      | Maciej Paterski (POL)             | 57e                      |
| 195                      | Tomasz Marczyński (POL)           | 40e                      |
| 196                      | Grzegorz Stępniak (POL)           | 111e                     |
| 197                      | Mateusz Taciak (POL)              | 123e                     |
| 198                      | Marek Rutkiewicz (POL)            | 11e                      |

| RusVelo RVL | RusVelo RVL               | RusVelo RVL |
| ----------- | ------------------------- | ----------- |
| Num         | Coureur                   | Pos         |
| 201         | Sergueï Lagoutine (RUS)   | 33e         |
| 202         | Ilnur Zakarin (RUS)       | 21e         |
| 203         | Sergey Firsanov (RUS)     | AB-6        |
| 204         | Artem Ovechkin (RUS)      | 60e         |
| 205         | Andrey Solomennikov (RUS) | 94e         |
| 206         | Ivan Balykin (RUS)        | 102e        |
| 207         | Roman Maikin (RUS)        | AB-5        |
| 208         | Timofey Kritskiy (RUS)    | 85e         |